# Nicola Michetti

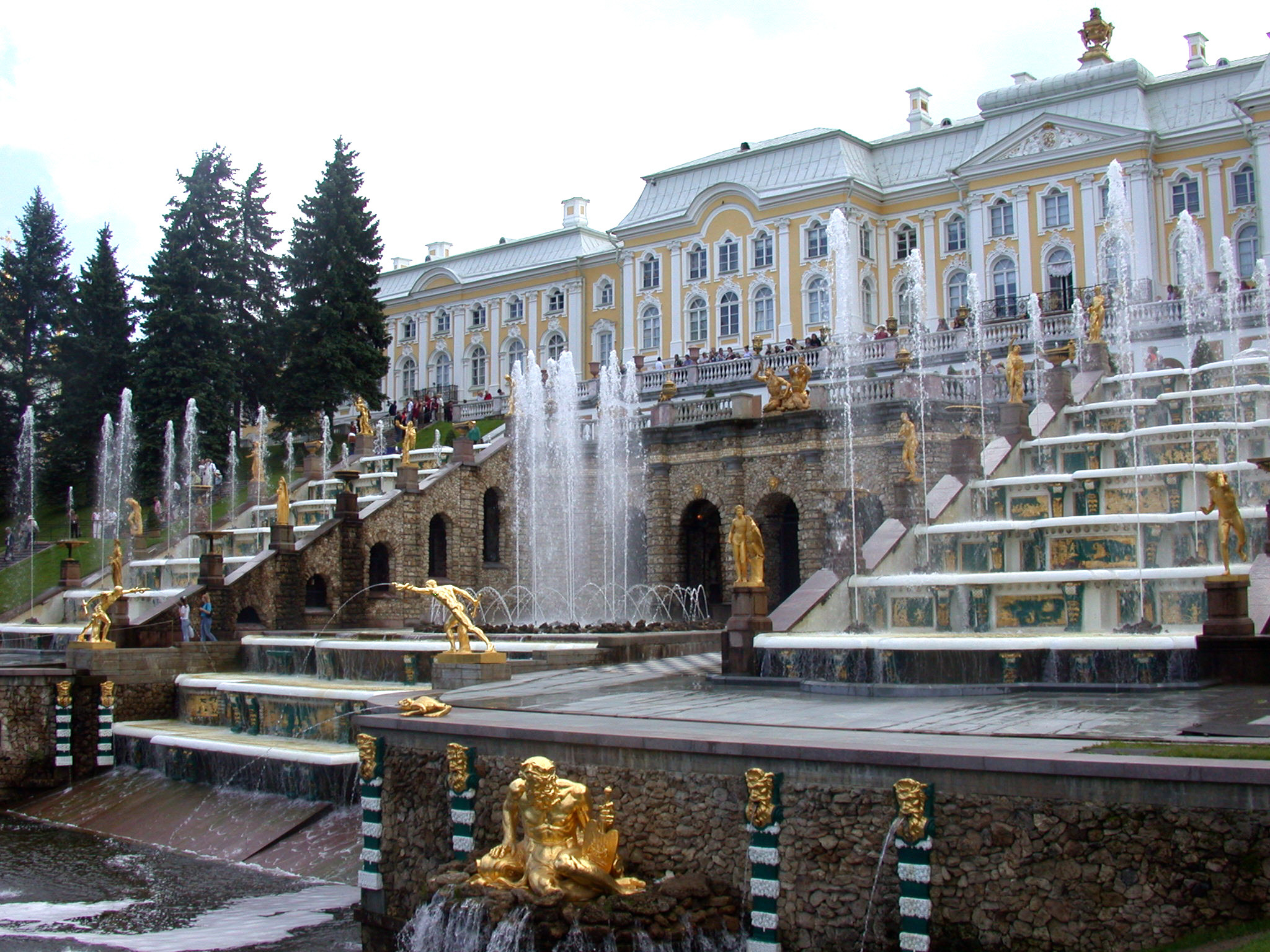
La cascata della reggia di Peterhof presso San Pietroburgo

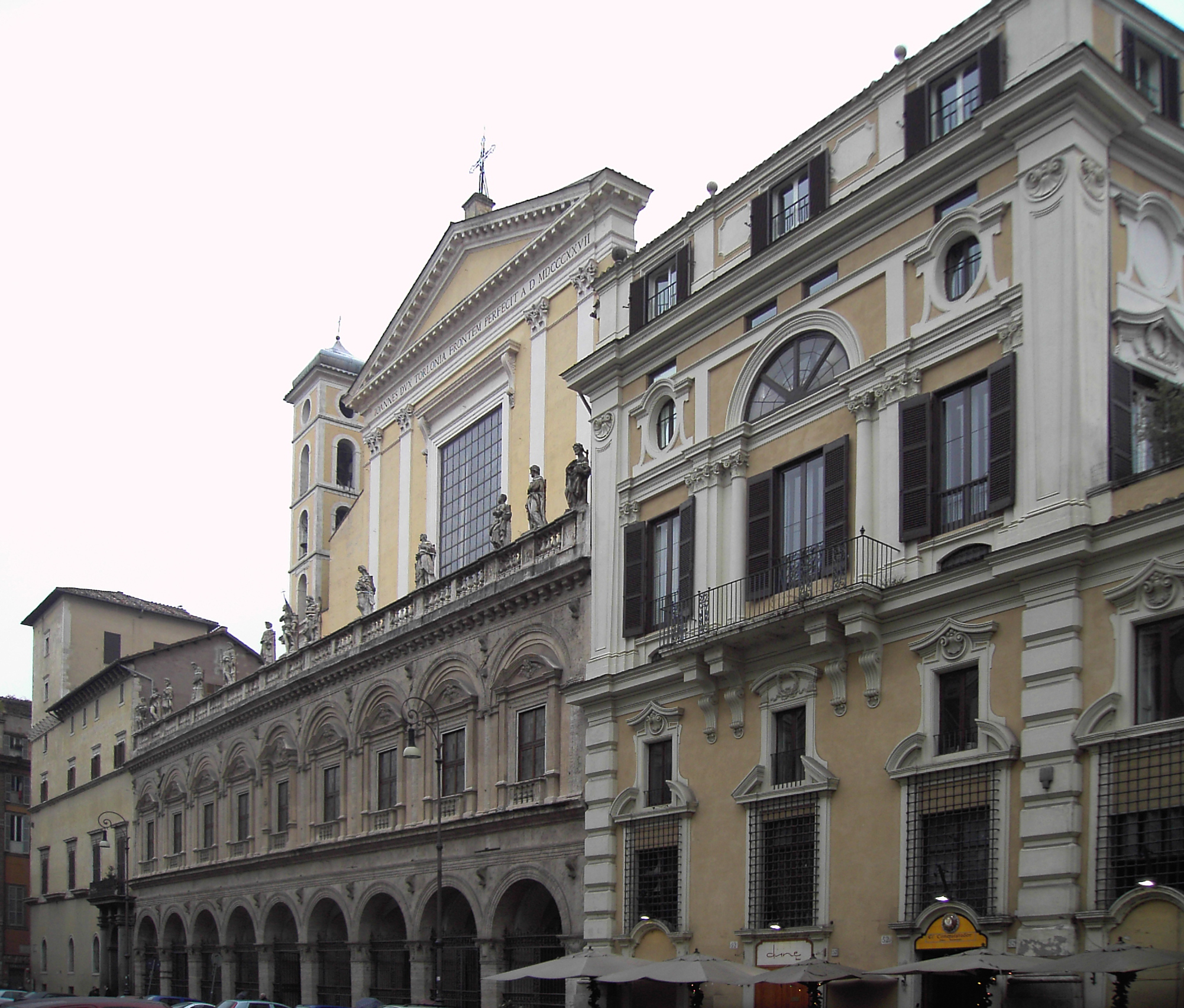
La torretta del Palazzo Colonna a Roma (a fianco la Basilica dei Ss. Apostoli)

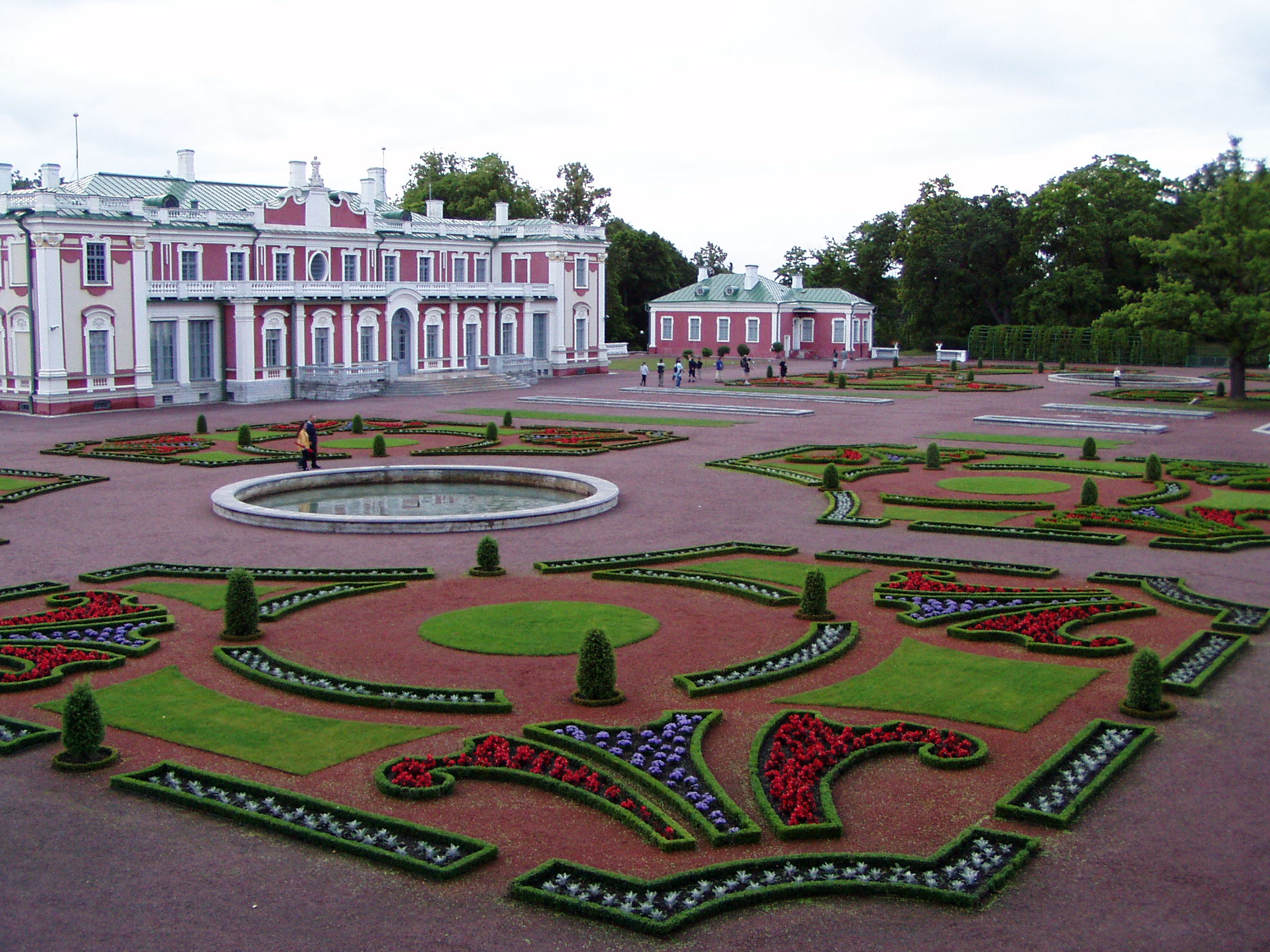
Il Palazzo Kadriorg, nel parco omonimo, a Tallinn

Nicola Michetti, noto anche come Niccolo e Niccolò (Venezia, 7 dicembre 1675 circa – Roma, 12 novembre 1758), è stato un architetto italiano.

## Biografia
Allievo per lungo tempo di Carlo Fontana, portò avanti per lunghi anni come capomastro i cantieri di quello studio, come quello della basilica dei Santi Apostoli. Fu solo nel secondo decennio del XVIII secolo che Michetti si mise in luce, preparando un disegno non eseguito per la Fontana di Trevi (1704; la commissione andò poi a Nicola Salvi) e ottenendo commissioni per edifici di rilievo, a Roma (l'altare e l'architettura della cappella Sacripante a Sant'Ignazio, 1712; ornata da una pala di Francesco Trevisani) e in provincia (Zagarolo). Nel 1715 partecipò, insieme a Filippo Juvarra, Antonio Canevari e ad altri al concorso per la sacrestia della Basilica di San Pietro; negli stessi anni costruì l'oratorio della chiesa di Santa Maria in Transpontina e la cappella Rospigliosi nella chiesa di San Francesco a Ripa (con una pala di Giuseppe Bartolomeo Chiari).
Tra il 1718 e il 1723 Michetti si trasferì nell'impero russo, dove fu impiegato dallo zar Pietro il Grande come architetto di corte. I suoi principali lavori di questi anni sono il giardino e la cascata di Peterhof presso San Pietroburgo e disegni di Palazzo Kadriorg a Tallinn e del Palazzo di Costantino a Strelna. Un suo progetto per un monumentale faro sul Mar Nero non fu mai eseguito. Molti dei suoi progetti del periodo russo sono oggi conservati al Museo dell'Ermitage.
Tornato a Roma, Michetti entrò a far parte dell'Accademia di San Luca nel 1725 e fu nominato architetto della Camera Apostolica e dell'Ordine Teatino. A questi anni risalgono alcune delle sue più importanti commissioni, come quella della ristrutturazione di Palazzo Colonna (1731-1735), e diversi incarichi per apparati effimeri e scenografie teatrali.